# Na Ivance
Na Ivance je přírodní rezervace v úseku řeky Lužnice mezi Suchdolem nad Lužnicí a jezem Pilař, resp. Majdalenou, v okrese Jindřichův Hradec, severozápadně od vesnice Klikov. Oblast spravuje AOPK ČR Správa CHKO Třeboňsko. Důvodem ochrany je meandrující tok řeky Lužnice s rameny a s oblastí ústí řeky Dračice, lužní a smíšené porosty s borovicí. Rybníky Cep, Cep I. a Cep II. na západní straně od řeky nejsou součástí rezervace.